# マヒンタラーティラート
マヒンタラーティラート王（1539年 - 1569年）はタイのアユタヤ王朝の王の一人。前王の次男である。マヒンが王に就いたころすでにアユタヤはビルマ・タウングー王朝の属国と化していたが、1569年にビルマの侵攻を再び受けアユタヤは完全に陥落した（前期アユタヤ王朝の終わり）。アユタヤ陥落後、マヒン王はビルマに連行され、道中で病気にかかり死亡したが、暗殺されたとする説もある。